# Nicolás Alvarado
Nicolás Noel Alvarado Lay (Chepigana, Darién, 19 de junio de 1944) es un exjugador de baloncesto panameño.

## Trayectoria
Noe Nicolás Alvarado Lay proviene de Chepigana, Darién. Nació un 19 de junio de 1944 con la Selección de baloncesto de Panamá  compitió en los Juegos Panamericanos de 1967 y en los Juegos Olímpicos de Verano de 1968.